# Absolute Beginners (film)
Absolute Beginners è un film del 1986 diretto da Julien Temple.
Pellicola musicale tratta dal libro omonimo di Colin MacInnes sulla vita a Londra alla fine degli anni cinquanta. Il film è caratterizzato dalla presenza di David Bowie e di Sade nonché di Patsy Kensit, al tempo in fortissimo crescendo di popolarità. Il film è stato presentato fuori concorso al Festival di Cannes 1986.
Al momento della sua uscita, il 18 aprile 1986, Absolute Beginners ricevette una copertura enorme dai media britannici ma, nonostante ciò, ricevette critiche pesantemente negative e ottenne bassi incassi al botteghino trascinando la casa di produzione Goldcrest, già provata dal recente fallimento del film Revolution, sull'orlo del baratro finanziario. Solo in seguito, il film acquisì lo status di cult movie, in parte grazie alla sua colonna sonora.
Nel 2016, un suo fotogramma è stato rielaborato graficamente per farne la locandina del trentaquattresimo Torino Film Festival in omaggio a Bowie, morto in gennaio.

## Trama
1958, la cultura musicale si sta trasformando dal jazz al rock per una nuova generazione alle soglie del 1960. Londra è post-Seconda guerra mondiale, ma pre-Beatles e Rolling Stones. La trama incorpora elementi delle rivolte razziali londinesi del 1958.
Il giovane fotografo Colin si innamora di una aspirante fashion designer, Crepe Suzette, ma lei è interessata solo alla sua carriera. Colin cerca di vincere il suo affetto, mentre nel frattempo le tensioni razziali riscaldano il quartiere di Notting Hill.

## Colonna sonora
Nel 1986, anno di uscita del film, vengono pubblicate diverse versioni della colonna sonora. Una versione in vinile della Virgin Records (codice V 2386) per il Regno Unito contiene solo i primi 10 brani dei 18 compresi nella seguente lista, 5 per facciata. La versione in CD per il Regno Unito della Virgin (codice CDV 2386) ha un titolo leggermente diverso e contiene invece tutte le seguenti 18 tracce:

### Tracce
1. David Bowie – Absolute Beginners (versione integrale) – 8:00 (David Bowie; edizioni musicali EMI, su licenza della Virgin) – registrato agli Abbey Road Studios, Londra, giugno 1985. co-prodotto da Bowie. Collaborano alla composizione i turnisti presenti in studio, fra cui Rick Wakeman
2. Sade – Killer Blow – 4:36 (Larry Stabbins, Sade Adu, Simon Booth; edizioni musicali Angel Music Ltd, Warner Chappell) – co-prodotto da Robin Miller e arrangiato da Gil Evans
3. The Style Council – Have You Ever Had It Blue? – 5:36 (Paul Weller; edizioni musicali EMI) – arrangiato da Gil Evans e David Bedford
4. Ray Davies – Quiet Life – 2:54 (Ray Davies; edizioni musicali Davray Music)
5. Gil Evans and His Orchestra – Va Va Voom – 3:24 (Gil Evans; edizioni musicali The Pollyanna Music And Film) – arrangiato e orchestra diretta da Gil Evans
6. David Bowie – That's Motivation – 4:12 (David Bowie; edizioni musicali EMI, su licenza della Virgin) – arrangiato da Gil Evans
7. Eighth Wonder – Having It All (feat. Patsy Kensit) – 3:06 (Alex Godson, Geoff Beauchamp e Patsy Kensit; edizioni musicali KGB Music)
8. Working Week – Rodrigo Bay – 3:31 (Juliet Roberts, Larry Stabbins, Simon Booth; edizioni musicali Warner Chappell)
9. Slim Gaillard – Selling Out – 3:35 (Julien Temple, Slim Gaillard, Tot Taylor; edizioni musicali The Pollyanna Music And Film, Virgin Records, Warner Chappell)
10. Jerry Dammers – Riot City – 8:29 (Jerry Dammers; edizioni musicali Copyright Control) – arrangiato da Gil Evans, co-prodotto da Jerry Dammers
11. Gil Evans – Boogie Stop Shuffle (Rough And The Smooth) – 3:00 (Charles Mingus; edizioni musicali Jazz Workshop)
12. Tenpole Tudor – Ted Ain't Ded – 2:35 (Edward Tudor-Pole, Julien Temple; edizioni musicali Copyright Control, Warner Chappell, The Pollyanna Music And Film, Virgin Records)
13. David Bowie – Volare (Nel Blu Dipinto Di Blu) – 3:12 (testo: Domenico Modugno e Franco Migliacci – musica: Domenico Modugno; edizioni musicali EMI United) – prodotto da David Bowie e Erdal Kizilcay
14. Clive Langer – Napoli (Clive Langer e Julien Temple; edizioni musicali Warner Chappell, The Pollyanna Music And Film, Virgin Records)
15. Jonas – Little Cat (You've Never Had It So Good) – 2:16 (Nick Lowe; edizioni musicali Plangent Visions)
16. Gil Evans – Better Git It In Your Soul (The Hot And The Cool) – 1:47 (Charles Mingus; edizioni musicali Jazz Workshop) – arrangiato da Gil Evans
17. Smiley Culture – So What – 4:14 (testo: Smiley Culture – musica: Miles Davis; edizioni musicali Jazz Horn Music, The Pollyanna Music And Film, Virgin Records)
18. Gil Evans – Absolute Beginners (Refrain) – 1:36 (David Bowie; edizioni musicali EMI) – arrangiato da Gil Evans

La versione con copertina pieghevole e doppio LP (Virgin codice 302 706-420) per l'Europa, sempre della Virgin del 1986, contiene 22 brani di cui i 5 delle prime due facciate sono gli stessi dell'LP V 2386, ed altri 6 per ognuna delle ultime due facciate. Gli stessi 22 brani compaiono nella confezione con 2 musicassette della Virgin (codice TCVD 2514) dello stesso anno per il Regno Unito. Rispetto al CD, il doppio LP e le due videocassette hanno in più i seguenti 4 brani:
- Gil Evans – Absolute Beginners (Slight Refrain) (David Bowie; edizioni musicali EMI) co-prodotto da Bowie
- Laurel Aitken – Landlords And Tenants (Laurel Aitken) prodotto da Laurel Aitken
- Ekow Abban – Santa Lucia (Ekow Abban) prodotto da Ekow Abban
- Gil Evans – Cool Napoli (Clive Langer e Julien Temple)

Tutte le tracce dei citati LP, CD e musicassette sono prodotte da Clive Langer e Alan Winstanley ad eccezione di Volare (Nel Blu Dipinto Di Blu), Landlords And Tenants e Santa Lucia. Alcuni brani sono co-prodotti con altri artisti.